# Truyền hình giao thức Internet
IPTV (tiếng Anh viết tắt của Internet Protocol Television, có nghĩa: Truyền hình giao thức Internet) là một hệ thống dịch vụ truyền hình kỹ thuật số được phát đi nhờ vào giao thức Internet thông qua một hạ tầng mạng, mà hạ tầng mạng này có thể bao gồm việc truyền thông qua một kết nối băng thông rộng. Một định nghĩa chung của IPTV là truyền hình, nhưng thay vì qua hình thức phát hình vô tuyến hay truyền hình cáp thì lại được truyền phát hình đến người xem thông qua các công nghệ sử dụng cho các mạng máy tính.
Đối với những hộ sử dụng, IPTV thường được cung cấp cùng với video theo yêu cầu và có thể được gộp chung với các dịch vụ Internet như truy cập web và VoIP. Sự kết hợp thương mại của IPTV, VoIP và truy cập Internet được xem như là một dịch vụ "Triple Play" (có thể gọi là trò chơi gồm ba thành phần, hay Tam giác) (nếu thêm tính di động thì sẽ được gọi là "Quadruple Play"). IPTV tiêu biểu được cung cấp bởi nhà cung cấp dịch vụ sử dụng hạ tầng mạng gần kề. Phương pháp mạng gần kề này đang cạnh tranh với việc phát sóng nội dung TV trên Internet công cộng, được gọi là Truyền hình Internet. Trong thương mại, IPTV có thể được dùng để phát nội dung truyền hình thông qua mạng nội bộ LANs hợp tác. Với khách hàng đầu cuối, IPTV thường cung cấp dịch vụ VoD (Video on Demand) và có thể kết hợp với các dịch vụ Internet như truy cập web và VoIP.

## Lịch sử
Thuật ngữ IPTV xuất hiện đầu tiên vào năm 1995 với sự kiện thành lập Percept Software bới Judith Estrin và Bill Carrico. Giao thức phát triển một sản phẩm Video Internet được gọi là IP/TV. IP/TV là một đường truyền tốc độ cao đa hướng (multicast backbone) tương thích với ứng dụng Windows và Unix dựa trên nguồn phát âm thanh và video của đường truyền đơn hướng và đường truyền đa hướng. Dao động từ thấp đến chất lượng DVD, sử dụng cả đường truyền đơn hướng và địa chỉ IP đường truyền đa hướng Real-time Transport Protocols (RTP) - giao thức đường truyền của kênh truyền hình điều chỉnh thời gian, và giao thức điều khiển thời gian (RTCP). Phần mềm này được viết bởi Steve Casner, Karl Auerbach, và Cha Chee Kuan. Cisco Systerms đã mua bản quyền của giao thức này vào năm 1998. Cisco vẫn giữ thương hiệu IP/TV.
Công ty Internet radio AudioNet bắt đầu tiếp tục phát tin trực tiếp qua Internet với nội dung từ kênh WFAA-TV vào tháng 1 năm 1998 và kênh KCTU-LP vào ngày 10 tháng 1 năm 1998.
Kingston Communications, nhà điều hành viễn thông ở Vương quốc Anh, tung ra kênh KIT (Kingston interactive Television - kênh truyền hình tương tác Kingston), IPTV qua đường truyền thuê bao dưới dạng số hóa (DSL) dịch vụ truyền hình tương tác băng thông rộng vào tháng 9 năm 1999 sau khi quản lý thử nghiệm nhiều kênh truyền hình và video theo yêu cầu. Các nhà điều hành đã bổ sung thêm dịch vụ video theo yêu cầu vào tháng 10 năm 2001 với Yes TV, một nhà cung cấp nội dung Video theo yêu cầu. Kingstn là một trong những công ty đầu tiên trên thế giới giới thiệu về IPTV và đại chỉ IP video theo yêu cầu qua đường truyền ADSL. Trong năm 2006, các dịch vụ KIT đã tạm ngưng hoạt động, các thuê bao đã giảm từ đỉnh cao là 10 000 thuê bao xuống chỉ còn 4 000 thuê bao.
Vào năm 1999, ở Canada, NBTel (hiện đang được biết đến là Bell Aliant) là nhà cung cấp đầu tiên triển khai quảng cáo trên sóng truyền hình hoặc truyền thanh qua giao thức truyền hình Internet thông qua đường truyền ADSL tại Canada. NBTel đã dùng Alcatel 7350 DSLAM và một phần mềm trung gian giữa máy khách và các cơ sở dữ liệu được sáng chế bởi iMagic TV (thuộc sở hữu của Bruncor - công ty mẹ của NBTel). Dịch vụ này đã được bán trên thị trường dưới thương hiệu VibeVision ở New Brunswick, và sau đó mở rộng sang Nova Scotia vào đầu năm 2000, sau sự hình thành của Aliant. Kênh truyền hình iMagic sau đó đã được bán cho Alcatel.
Năm 2002, SaskTel là công ty thứ hai ở Canada triển khai kinh doanh Internet Protocol (IP) video qua DSL, sử dụng nền tảng DSL Lucent Stinger. Trong năm 2006, đây là công ty Bắc Mỹ đầu tiên cung cấp truyền hình độ nét cao (HDTV) trên một dịch vụ IPTV.
Năm 2003, công ty liên hợp Total Access Networks tung ra dịch vụ IPTV, bao gồm 100 trạm phát miên phí trên toàn thế giới.
Năm 2005, Bredbandsbolaget tung ra dịch vụ IPTV đầu tiên tại Thụy Điển. Tính đến tháng 1 năm 2009, họ không phải là nhà cung cấp lơn nhất nữa.TeliaSonera, công ty tung ra dịch vụ sau, đã có nhiều khách hàng hơn.
Năm 2006, Verizon FiOS tung ra sản phẩm FiOS, dịch vụ IPTV tại Hoa Kỳ, bao gồm một văn phòng dịch vụ video tại các vùng và một văn phòng lớn phụ trách toàn nước Mỹ. Verizon cung cấp hơn 300 kênh trong 11 thành phố, hơn thế nữa, vào năm 2007 sẽ được bổ sung và phát triển hơn nữa. Trong tháng 3 năm 2009, Verizon FiOS thông báo rằng đã mở rộng đến 100 hoặc nhiều hơn các kênh truyền hình có độ phân giải chất lượng cao trên thị trường truyền hình FiOS. Trong khi sử dụng các giao thức Internet, Verizon đã xây dựng một hệ thống IP giành riêng cho đường truyền video.
Trong năm 2007, TPG đã trở thành nhà cung cáp dịch vụ Internet đầu tiên tại Úc để tung ra dịch vụ IPTV. Để hoàn thiện cho gói ADSL2+ này và vẫn còn miễn phí cho khách hàng về kế hoạch thích hợp. Cung cấp trên 45 địa điểm miễn phí các kênh trung gian và các kênh truyền hình quốc tế. Đến năm 2010, iiNet và Telstra tung ra dịch vụ IPTV kết hợp với kế hoạch Internet nhưng có tính thêm phí.
Vào năm 2008, PTCL tung ra dịch vụ IPTV dưới tên thương hiệu PTCL Smart TV. Dịch vụ này hiện đang có tại 50 thành phố lớn của cả nước cung cấp 140 kênh trực tuyến và hơn 500 video theo yêu cầu với các tính năng chính như:
- Truyền hình điều chỉnh thời gian
- Kiểm soát việc truy cập
- EPG (Electronic Program Guide) - chương trình điều khiển điện tử
- VOD (Video on Demand) - video theo yêu cầu
- NVOD (Near Video on Demand) – video theo yêu cầu ở cự li gần[13]

Trong năm 2009, công ty ZaapTV™ phát triển dịch vụ IPTV bằng máy thu sóng ZaapTV HD1009N. Một máy thu sóng có thể mang lại các kênh truyền hình trực tiếp từ khắp nơi trên thế giới. Thành công vào năm 2013 (hiện tại là mô hình thế hệ thứ tư) và nó vẫn còn trong thi trường là một trong những thương hiệu hàng đầu trong ngành công nghiệp với dòng truyền tải hơn 1200 kênh trực tuyến. Sự thành công của mô hình này đã được công nhận bới các tác động của nó trên thị trường Hoa Kỳ.
Trong năm 2010, CenturyLink – sau khi sáp nhập Embarq (2009) và Qwest (2010) - đã tham gia vào năm thị trường Mỹ với dịch vụ IPTV được gọi là Prism., sau khi đã thử nghiệm thành công tại thị trường bang Florida.
Trong năm 2011, TOT (tổ chức truyền hình Thái Lan) tung ra dịch vụ IPTV thông qua dịch vụ ADSL. Dịch vụ có bốn mức cấu trúc của dịch vụ từ một mức đầu tiên miễn phí gồm các kênh truyền hình trung gian với tiếng Thái,cho đến một danh sách các gói giải trí đầy đủ cung cấp cho mạng lưới truyền hình vệ tinh quốc tế khác nhau bằng các ngôn ngữ Thái Lan, Anh, Pháp, Hàn Quốc, Ấn Độ và Ả Rập.
Trong năm 2013, Vmedia tung ra dịch vụ IPTV thông qua truyền hình cáp/DSL. Hiện nay họ cung cấp dịch vụ IPTV trong vùng Ontaria, Canada với hi vọng có thể mở rộng trên toàn vùng lãnh thổ Canada.
Trong năm 2013, công ty trách nhiệm hữu hạn IPTV Hospitality tung ra dịch vụ OTT với 40 đường truyền kênh truyền hình trực tuyến trên khắp nước Úc và New Zealand theo một nền tảng mạng lưới tốc độ cao.
Trong thời gian gần Thế vận hội mùa đông năm 2014, đường truyền Shortest - Shortest path bridging (IEEE 802.1aq) đã được sử dụng để cung cấp 36 kênh IPTV Olympic tốc độ cao.
Trong năm 2016, Telkom Indonesia (Tập đoàn đa viễn thông của Indonesia) ra mắt dịch vụ 2 trong 1 mang tên IndiHome cùng với truyền hình UseeTV và lướt internet sẽ giúp khách hàng biến TV thường thành TV Android thông minh.
Tại Việt Nam, hiện có 3 nhà mạng sử dụng công nghệ IPTV là FPT, VNPT và Viettel và đây cũng là 3 nhà mạng phổ biến tại Việt Nam.

## IPTV và Internet TV
Dịch vụ IPTV thường được cung cấp thông qua một hệ thống mạng rất phức tạp và được đầu tư lớn với băng thông rộng nhằm đáp ứng số lượng lớn các luồng multicast. Một hệ thống mạng với chất lượng cao hơn sẽ có thể cung cấp dịch vụ với chất lượng tốt hơn.
Trong khi đó, "Internet TV" là dịch vụ mà các luồng dữ liệu được gửi thông qua mạng IP (thông thường là mạng Internet) dựa trên mô hình "best effort".
So sánh với IPTV, Internet TV có thể nhanh chóng đưa vào thị trường hơn và đầu tư cũng thấp hơn. Internet TV có thể dựa trên nền tảng mạng hiện tại bao gồm mạng băng rộng, ADSL, Wi-Fi, cáp và vệ tinh.

## Cấu trúc hệ thống IPTV

### Cấu trúc mạng máy chủ video
Có 2 cấu trúc chính: tập trung và phân tán.
Cấu trúc tập trung là tương đối đơn giản và dễ dàng quản lý. Ví du, toàn bộ nội dung được lưu các máy chủ trung tâm. Mô hình này phù hợp với những mạng cung cấp dịch vụ VoD với quy mô nhỏ, có đầy đủ băng thông ở mạng lõi và biên và có một Content Delivery Network (CDN) đủ năng lực.
Cấu trúc phân tán có những ưu điểm về vấn đề sử dụng băng thông và quản lý hệ thống trong những hệ thống mạng lớn. Cấu trúc phân tán cần các công nghệ phân phối nội dung tinh vi và thông minh hơn.

### Những vấn đề trong một giải pháp End-to-End IPTV
Một số vấn đề về công nghệ cần quan tâm khi triển khai dịch vụ IPTV: phân phối nội dung, middleware, cấu trúc mạng truyền tải và thiết bị cho người dùng cuối.

### IPTV dựa trên các dịch vụ hội tụ
Ưu điểm khác của mạng IP là khả năng tích hợp và hội tụ. Các dịch vụ hội tụ gây ra sự tác động lẫn nhau giữa các dịch vụ hiện tại trong cách thức tạo ra các dịch vụ gia tăng mới. Ví dụ là dịch vụ On-Screen Caller ID, có Caller ID trong TV và có thể sử dụng nó. Những dịch vụ dựa trên mạng IP sẽ cho phép khách hàng tra cứu thông tin thông qua TV của họ, máy tính, điện thoại di động, các dịch vụ tích hợp, nội dung sẽ được nối lại với nhau.

## Thị trường

Bản đồ các nước có IPTV.
Các nước có IPTV ở một phần lãnh thổ

Số thuê bao IPTV toàn cầu được cho rằng sẽ tăng từ 28 triệu trong năm 2009 đến 83 triệu trong năm 2013. Châu Âu và châu Á là hai vùng lãnh thổ đang dẫn đầu về số lượng thuê bao. Nhưng về doanh thu của dịch vụ này, châu Âu và Bắc Mỹ đóng góp một phần doanh thu lớn trong doanh thu toàn cầu. Trung Quốc và Ấn Độ có doanh thu trung bình mỗi người rất thấp, châu Á là vùng phát triển nhất (là vùng lãnh thổ phát triển sau cùng nhưng có thị trường lớn nhất). Doanh thu của thị trường IPTV toàn cầu được dự báo sẽ tăng từ 12 tỷ USD trong năm 2009 đến 38 tỷ USD trong năm 2013.
Dịch vụ này cũng được giới thiệu tại Bosnia và Herzegovina, Bungaria, Pakistan, Canada, Croatia, Litva, Cộng hòa Moldova, Macedonia, Montenegro, Ba Lan, Mông Cổ, Romania, Serbia, Slovenia, Hà Lan, Gruzia, Hy Lạp, Đan Mạch, Phần Lan, Estonia, Cộng hòa Séc, Slovenia, Hungary, Na Uy, Thụy Điển, Iceland, Litva, Thổ Nhĩ Kỳ, Colombia và Chile. Anh Quốc ra mắt IPTV sớm so với phát triển ban đầu khá chậm, vào tháng 2 năm 2009 BT công bố Anh quốc đã đạt được 398 000 thuê bao. Claro đã tung ra dịch vụ này và gọi là "Claro TV". IPTV hiện có sẵn ở một số quốc gia, như Cộng hòa Dominicana, El Salvador, Guatemala, Honduras, Nicaragua. IPTV vừa mới được phát triển ở các nước Nam Á như Sri Lanka, Pakistan và đặc biệt là Ấn Độ. Nhưng các dự án quan trọng hiện có ở các nước như Nga, Kazakhstan. Quốc gia này đã giới thiệu dịch vụ IPTV của mình do Kazakhtelecom JSC và Alacast tích hợp nội dung theo thương hiệu "iD TV" ở hai thành phố lớn Astana và Almaty trong năm 2009 và đưa ra nước ngoài vào đầu năm 2010. Iinet ISP của Úc tung ra IPTV đầu tiên của Úc với fetchtv.
Dịch vụ IPTV đầu tiên được tung ra trên lãnh thổ Trung Quốc được bán với thương hiệu "BesTV" và hiện đang có tại hai thành phố lớn là Thượng Hải và Cáp Nhĩ Tân. Tại Ấn Độ, IPTV đã được tung ra thị trường bởi Airtel và nhà cung cấp dịch vụ Chình phủ MTNL và BSNL liên kết với AKSH và có sẵn ở hầu hết các thành phố lớn. Trong khi đó, tập đoàn UF là tập đoàn nhượng quyền sở hữu đại diện cho hãng phim UFO ở miền nam Ấn Độ, có các dự án về cung cấp các dịch vụ như video theo yêu cầu, mua sắm trực tuyến, hội nghị truyền hình, ứng dụng các phương tiện truyền thông, học tập trực tuyến trên mỗi hộp thu kỹ thuật số IPTV.
Tại Sri Lanka, IPTV đã được tung ra bởi Sri Lanka Telecom (được điều hành bởi SLT VisionCom) vào năm 2008, dưới tên của thương hiệu Peo TV. Dịch vụ này hiện có sẵn trong cả nước.
Tại Pakistan, IPTV đã được tung ra bởi PTCl trong năm 2008, dưới tên của thương hiệu Smart TV. Dịch vụ này hiện đang có sẵn trong hầu hết các thành phố lớn.
Tại Malaysia, các công ty khác nhau đã thử tung ra dịch vụ IPTV từ năm 2005. Thất bại với nhà cung cấp PayTV, MiTV. Các công ty đã thử sử dụng dịch vụ IPTV thông qua dịch vụ UHF, nhưng cũng không thành công. Hypp TV được cho rằng đã sử dụng dựa vào mạng lưới IPTV, nhưng không đúng với IPTV bởi vì nó không cung cấp đầu thu kỹ thuật số và yêu cầu người dùng xem các kênh truyền hình bằng cách sử dụng máy vi tính. Những nhà cung cấp IPTV trong nước tại thời điểm này là Fine TV và Detv. Trong quý 2 năm 2010, Telekom Malaysia tung ra dịch vụ IPTV với cáp quang đến các hộ gia đình trong khu vực thử nghiệm. Vào tháng 4 năm 2010, Astro bắt đầu việc thử nghiệm các dịch vụ IPTV trên cáp quang tốc độ cao của TIME dotCom Berhad đến mạng lưới cáp quang gia đình. Trong tháng 12 năm 2010, Astro bắt đầu những cuộc thử nghiệm với các khách hàng trong những tòa nhà chung cư cao tầng xung quanh khu vực Mont Kiara. Vào tháng 4 năm 2011. Astro đã tung ra dịch vụ IPTV của mình về phương diện thương mại theo dòng đính kèm "The One and Only Line You’ll Ever Need", một đề nghị gồm ba yếu tố kết hợp với TIME dotCom Berhad cung cấp tất cả các chương trình của Astro thông qua IPTV, cùng với các dịch vụ điện thoại bằng giọng nói và truy cập Internet băng thông rộng thông qua cáp quang kết nối với từng hộ gia đình.
Tại Thổ Nhĩ Kỳ, TTNET tung ra dịch vụ IPTV dưới tên Iptivibu vào năm 2010. Dịch vụ này đã có sẵn trong những khu vực thí điểm tại các thành phố Istanbul, Izmir và Ankara. Tính đến năm 2011, những dịch vụ của IPTV đã tung ra chiến dịch truyền thông quy mô lớn và phổ biến rộng rãi trên toàn quốc dưới thương hiệu "Tivibu EV". Những kế hoạch cung cấp IPTV trực tuyến với tên gọi "WebTV" vào năm 2011. Turk Telekom bắt đầu xây dựng cấu trúc hạ tâng cáp quang cho IPTV vào cuối năm 2007.
Tại Iran, Shima là nhà cung cấp dịch vụ IPTV đầu tiên, tung ra chương trình thí điểm trong năm 2011.
Tại Ả Rập Xê Út, MAHEC đang đề nghị Hospitality TV (IPTV) cung cấp bởi NEVRON bao gồm các dịch vụ thiết kế, lắp đặt và bảo dưỡng.

## Các giao thức
IPTV bao gồm cả truyền hình trực tiếp cũng như lưu trữ cá gói video theo yêu cầu. Chương trình phát lại yêu cầu một thiết bị băng thông rộng kết nối với mạng IP cố định hoặc không dây theo mẫu của máy tính cá nhân độc lập hoặc thiết bị hạn chế được gắn vào như điện thoại thông minh, máy tính bảng màn hình cảm ứng, bàn phím điều khiển, được kết nối với tivi hoặc đầu thu kỹ thuật số.
Hình ảnh nén được cung cấp bởi H.263 hoặc H.264 có nguồn gốc từ phần mềm giải nén, âm thanh nén thông qua một phần mềm giải nén cơ bản MDCT và sau đó đóng gói trong một luồng truyền tải MPEG hoặc các gói thông tin RTP hoặc gói Flash Video cho truyền hình trực tiếp hay đường truyền video theo yêu cầu. Phân giải địa chỉ IP cho phép dữ liệu được gửi trực tiếp tới nhiều người nhận cùng một lúc bằng cách sử dụng một địa chỉ nhóm các phần mềm truyền tải thông tin.
H.264/MPEG-4 AVC thường được sử dụng cho đường truyền Internet dựa trên tiêu chuẩn tốc đố cao như H.261 và H.263, những đường truyền internet tốc độ cao. Đường truyền này thường có nhiều thiết kế cho chương trình truyền hình ISDN.
H.262/MPEG-1/2 và thường không được sử dụng như một băng thông rộng, dễ dàng yêu cầu để sử dụng cho mạng lưới đó, đó là lý do tại sao họ chỉ sử dụng để kết nối các chương trình phát sóng hoặc lưu trữ các chương trình ứng dụng.
Trong các hệ thống IPTV chính, các giao thức cơ bản được sử dụng là:
- Nhà cung cấp dịch vụ dựa trên các đường truyền trực tiếp:
  - IGMP cho đăng ký vào một dòng truyền tải thông tin đa hướng (kênh truyền hình) và thay đổi từ một dòng truyền tải thông tin đa hướng khác (kênh truyền hình thay đổi). Địa chỉ IP của dòng truyền tải thông tin đa hướng hoạt động ở mạng LAN (bao gồm các VLAN) và mạng WAN. Địa chỉ IP của dòng truyền tải thông tin đa hướng thường được định tuyến trong mạng lõi của mã chương trình phát đa hướng không phụ thuộc vào giao thức (PIM), thiết lập đúng sự phân bổ của dòng truyền tải thông tin đa hướng (các kênh truyền hình) từ nguốn phát sóng của tất cả các đường truyền đến với khách hàng, những người muốn xem những kênh truyền hình này, sao chép gói tin nhận được khi cần thiết. Theo nội dung đã được yêu cầu,sử dụng đường truyền kết nối đơn hướng được định trước. RTP trên UDP hoặc các luồng thông tin H.222 có phí thấp so với TCP là một giải pháp tốt.
- Website dựa trên kênh truyền hình đường truyền đơn hướng và truyền hình theo yêu cầu:
  - Các phần mềm hỗ trợ trình duyệt đưa ra RTMP dựa trên TCP với thiết lập và điều khiển thông qua các bước chuyển AMF hoặc XML hoặc JSON.
  - Apple iOS sử dụng HLS đường truyền đa hướng dựa trên hệ thống máy tính HTTP với thiết lập và điều khiển thông qua một tập tin được gắn vào tập tin chương trình M3U.
  - Các chương trình ứng dụng trên internet sử dụng các đường truyền đồng nhất (đường truyền đa hướng dựa trên hệ thống máy tính) thông qua website HTTP trên truyền hình đường truyền đa hướng và đường truyền truyền hình đơn hướng theo yêu cầu.
- Website truyền hình đa hướng và đường truyền đơn hướng video theo yêu cầu
  - IETF tiến cử RTP dựa trên UDP hoặc TCP chuyển đến chương trình thiết lập và kiểm soát việc sử dụng RTSP dựa trên TCP.
- Được kết nối với tivi, máy chơi game, hộp giải mã truyền hình và máy ghi video cá nhân:
  - Nội dung trong mạng cục bộ sử dụng UpnP AV cho đường truyền đơn hướng thông qua HTTP dựa trên TCP hoặc cho đường truyền truyền hình đa hướng RTP dựa trên UDP.
  - Nội dung dựa trên các website được cung cập thông qua các website có thêm các tính năng hỗ trợ nội tuyến hoăc truyền hình được phát sóng dựa trên các ứng dụng sử dụng một ngôn ngữ trung gian như MHEG-5, đây là chương trình ứng dụng khởi động một công việc như tải một trình duyệt web nội tuyến được sử dụng như một phần mềm bổ trợ hỗ trợ trình duyệt.

Một dịch vụ IPTV của công ty truyền thông thường được phân phối trên một việc đầu tư lớn về mạng lưới các dịch vụ có quyền kiểm soát.
- IPTV địa phương được sử dụng cho các thiết bị nghe nhìn (AV) trong mạng lưới các doanh nghiệp được dựa trên sự kết hợp của:

1. Thiết bị thu hình theo tiêu chuẩn và giải mã IPTV.
2. Cổng IPTV giả mãi kênh MPEG được phát sóng và địa chỉ IP bọc chúng để tạo ra các đường truyền thông tin đa hướng.

## Thông qua truyền hình số vệ tinh
Mặc dù IPTV và việc truyền tải các kênh truyền hình vệ tinh thông thường được coi là công nghệ hoàn chỉnh, chúng gần như được tạo ra để hỗ trợ cho nhau trong mạng lưới IPTV ghép lại, chúng cung cấp những mức độ cao nhất về hiệu suất và độ tin cậy. IPTV là một phân mềm trung gian lớn đến phương tiện truyền tải, và lưu lượng thông tin IP đã được truyền bình thường bởi vệ tinh cho các đường truyền internet chính và các mạng lưới VSAT doanh nghiệp. Việc sử dụng vệ tinh để truyền địa chỉ IP là việc cơ bản để khắc phục thiếu sót lớn nhất của IPTV trên cáp đất liền – tốc độ/băng tần của kết nối.
Các cặp dây xoắn cáp đồng tạo thành từ những dặm cuối cùng cả điện thoại và mạng lưới băng thông rộng ở nhiều nước không thể cung cấp một tỷ lệ lớn dân số với một dịch vụ IPTV phù hợp, kết nối mặc dù tồn tại việc truyền tải truyền hình số mặt đất hoặc vệ tinh. Đối với một dịch vụ truyền hình đa kênh có tính cạnh tranh, tốc độ kết nối 20 Mbit/s có thể được yêu cầu, nhưng không có sẵn cho hầu hết các khách hàng tiềm năng. Sự phổ biến của truyền hình chất lượng cao ngày càng tăng (gấp hai lần tốc độ dữ liệu của SD video) yêu cầu tốc độ kết nối tăng, hoặc giới hạn chất lượng dịch vụ IPTV và đủ tiêu chuẩn kết nối sau này.
Tuy nhiên, các vệ tinh có khả năng cung cấp hơn 100 Gbit/s thông qua công nghệ chùm tia nhiều điểm, tạo ra vệ tinh một công nghệ xuất hiện rõ rệt để lắp đặt mạng lưới IPTV. Phân phối truyền hình vệ tinh có thể bao gồm một trong cấu trúc mạng IPTV bằng nhiều cách. Cách đơn giản nhất để thực hiện là IPTV kết nối trực tiếp đến từng nhà, nơi các đầu thu kỹ thuật số có băng thông rộng hỗn hợp trên thuê bao của mỗi nhà được tích hợp từ truyền hình vệ tinh và nhận địa chỉ IP để cung cấp cho một băng thông rộng không giới hạn với khả năng quay lại các kênh. Trong hệ thống như vậy, nhiều kênh truyền hình trực tiếp có thể được truyền đến nhiều kênh thông qua truyền hình vệ tinh (địa chỉ IP nén hoặc DVB số hóa) với việc tải truyền truyền hình theo yêu cầu thông qua kết nối băng thông rộng. Bộ phận truyền hình về tinh Arqiva đề nghị "IPTV hoạt động tốt trong môi trường hỗn hợp. Ví dụ, bạn sẽ sử dụng băng thông rộng để nhận nội dung và truyền hình vệ tinh để nhận các tín hiệu khác, chẳng hạn như các kênh truyền hình trực tiếp."

## IPTV hỗn hợp
IPTV hỗn hợp là sự kết hợp của các dịch vụ truyền hình quảng bá truyền thống và video được chuyển qua hoặc mạng IP được quản lý hoặc Internet công cộng. Đó là một xu hướng ngày càng tăng ở cả người tiêu dùng và thị trường truyền hình trả tiền.
IPTV hỗn hợp đã được phát triển rất phổ biến trong những năm gần đây, đó là kết quả của hai yếu tố chính. Kể từ khi có sự xuất hiện của các địa chỉ truyền hình trực tuyến, như YouTube và Vimeo vào khoảng giữa những năm 2000, các nhà khai thác truyền hình trả tiền đã phải chịu áp lực lớn trong việc cung cấp các thuê bao với các phương tiện để xem video trên internet (cả theo nghĩa chuyên môn và thông thường) trên tivi của họ. Đông thời, dựa vào địa chỉ IP, các chuyên gia khai thác (thường là các nhà cung cấp dịch vụ truyền thông) đã tìm cách để cung cấp các dịch vụ tương tự và dịch vụ truyền hình số mặt đất trong hoạt động của mình, mà không cần thêm bất kỳ một chi phí hay mức độ phức tạp nào khác. Dung lượng là một tài sản giá trị với nhũng nhà điều hành, vì vậy rất nhiều người đã tìm cách thay thế để chuyển sang dịch vụ mới mà không cần đầu tư thêm vào cơ sở hạ tầng mạng.
Đầu thu kỹ thuật số hỗn hợp cho phép nhận nội dung từ nhiều nguồn, bao gồm truyền hình mặt đất. Truyền hình vệ tinh và truyền hình cáp, được mang cùng với việc truyền tải hình ảnh trên internet thông qua thiết bị kết nối các công nghệ mạng dành cho mạng LAN. Điều này cho phéo người xem truyền hình tiếp cận nhiều nội dung hơn trên ti vi, mà không cần những bộ phân giải riêng biệt cho mỗi dịch vụ.
Đầu thu kỹ thuật số IPTV hỗn hợp cũng cho phép người dùng truy cập vào các dịch vụ tương tác, ví dụ như truyền hình theo yêu cầu/truyền hình theo sau, cũng như các chương trình ứng dụng của internet, bao gồm điện thoại hình ảnh, giám sát, chơi game,mua sắm trực tuyến, truy cập mô hình điện tử của chính phủ thông qua việc thiết lập truyền hình.
Từ quan điểm của một nhà điều hành truyền hình trả tiền, một hộp set-top dùng IPTV hỗn hợp mang lại cho họ sự linh hoạt dài hạn bằng cách cho phép họ triển khai các dịch vụ mới và các ứng dụng khi người tiêu dùng yêu cầu một cách thường xuyên nhất mà không cần phải nâng cấp thiết bị hoặc cử người tới cấu hình lại hoặc đổi thiết bị mới. Điều này giảm thiểu các chi phí khi tạo dịch vụ mới, làm tăng tốc độ đưa sản phẩm ra thị trường và hạn chế thời gian gián đoạn cho người tiêu dùng.
Tập đoàn Hybrid Broadcast Broadband TV (Hbb TV) của các công ty công nghiệp đang thúc đẩy và thiết lập tiêu chuẩn cho những đầu thu kỹ thuật số truyền dữ liệu tốc độ cao với những chương trình truyền qua đài phát thanh hoặc đài truyền hình, cho phép nhận các chương trình phát sóng và băng thông rộng truyền hình kỹ thuật số với giao diện duy nhất cho người dùng. Những xu hướng này đã dẫn đến sự phát triển của đầu thu kỹ thuật số, bao gồm một bộ thu sóng truyền hình và bộ kết nối internet, thường là một cổng truy cập mạng máy tính cục bộ LAN. Trước tiên về bộ giải mã truyền hình IPTV kết hợp có sẵn, trong năm 2005, một nhà phát triển phần cứng và phần mềm của truyền hình số mặt đất đã phát triển bằng cách nâng cao kỹ thuật số phát sóng. Nền tảng này đã được phát triển cho tập đoàn Telefonica- nhà khai thác truyền hình trả tiền Tây Ban Nha, và được sử dụng như một dịch vụ truyền hình của Movistar, tung ra những thuê bao vào cuối năm 2005.
Một phương pháp khác và phiên bản IPTV của Headend trong giải quyết tuyền hình cáp Sky. Ở đây, các kênh truyền hình được mở rộng thông qua truyền hình vệ tinh cho các ISP hoặc điểm cung cấp dịch vụ IPTV hiện tại (POP), để phân phối địa chỉ IP gói cho các thuê bao cá nhân theo yêu cầu của mỗi thuê bao.
Điều này có thể cung cấp một lựa chọn không giới hạn các kênh cho các thuê bao mà không cần đường truyền In-tơ-nét quá giới hạn, và cho phép dịch vụ IPTV cung cấp cho các nhà điều hành nhỏ hoặc điều khiển từ xa ngoài tầm với của kết nôi băng thông rộng tốc độ cao. Ví dụ như một mạng lưới kết hợp và truyền tải truyền hình số vệ tinh thông qua truyền hình vệ tinh SES New Skies của 95 kênh đến Mỹ Latinh và vùng Caribbean, dưới sự điều hành của IPTV châu Mỹ.
Sự phát triển trong tương lai của IPTV có thể kết hợp với một số cơ sở hạ tầng và hệ thống xử lý cùng lúc. Nó được nêu rõ rằng việc phát sóng của các chương trình ứng dụng chất lượng cao như IPTV được thực hiện một cách hiệu quả hơn và chi phí đáng kể hơn khi sử dụng truyền hình vệ tinh. Và nó được dự đoán rằng phần lớn sự tăng trưởng toàn cầu IPTV sẽ được thúc đẩy bởi các hệ thống hỗn hợp.

## Ưu điểm
Các giao thức của internet cung cấp các lợi thế đáng kể, bao gồm tính năng tích hợp với các dịch vụ phân bố truyền hình với các dịch vụ khác dựa trên địa chỉ IP như truy cập internet tốc độ cao và thiết bị dùng để truyền giọng nói trên giao thức IP (VoIP).
Một mạng lưới IP trung gian cũng cho phép việc cung cấp nhiều nội dung và thao tác đáng kể. Trong cùng một kiểu địa chỉ IP hoặc mạng lưới truyền hình vệ tinh, sử dụng công nghệ truyền hình phát sóng, tất cả các nội dung liên tục truyền đến mỗi thuê bao khách hàng, và thuê bao khách hàng sẽ chuyển nội dung đến đầu thu kỹ thuật số. Các khách hàng có thể có nhiều sự lựa chọn như các công ty viễn thông, công ty truyền hình cáp hoặc truyền hình cáp vệ tinh có thể đưa vào cùng một đường truyền tải đến nhà. Một mạng lưới IP có các hoạt động khác nhau. Nội dung truyền tải phải dựa vào hệ thống, và mỗi nội dung khách hàng lựa chọn được gửi đến địa chỉ nhà riêng. Nó truyền tải không giới hạn dung lượng, và mỗi sự lựa chọn của khách hàng ít bị hạn chế bởi kích thước của "đường truyền tải" đến mỗi nhà. Điều này cũng có nghĩa rằng quyền riêng tư của khách hàng có thẻ bị ảnh hưởng với một mức độ lớn hơn so với các mạng lưới truyền hình truyền thống hay truyền hình vệ tinh. Nó cũng có thể cung cấp một phương tiện để đột nhập vào, hoặc ít nhất là làm nhiễu mạng lưới cá nhân.

### Kinh tế
Chi phí của ngành công nghiệp truyền hình cáp là khoảng 1 tỷ USD mỗi năm dựa trên việc cập nhật của mạng lưới để điều chỉnh tốc độ dữ liệu cao hơn. Hầu hết các nhà khai thác sử dụng 2 đên 3 kênh để hỗ trợ độ tối đa của dữ liệu là 50 Mbit/s đến 100 Mbit/s. Tuy nhiên, vì các luồng video đòi hỏi một tốc độ cao trong thời gian dài hơn, nên chi phí để hỗ trợ cho một lượng lớn các luồng video sẽ lớn hơn nhiều. Hiện tượng này được gọi là "persistency" (tinh bền). Tính bền dữ liệu thường là 5% trong khi tính bền của video có thể dễ dàng lên đến 50%. Cũng như video đang phát triển, điều này có ý nghĩa đáng kể hơn kênh truyền dưới CMTS, sẽ được yêu cầu để truyền thông tin video này. Dựa vào thị trường hiện nay, có khả năng là chi phí cho ngành công nghiệp mở rộng CMTS có thể vượt 2 tỷ USD một năm, hầu như tất cả các chi phí đang được đổ vào đường truyền video. Thông qua IPTV cho đường truyền dung lượng lớn này có thể tiết kiệm cho ngành công nghiệp khoảng 75% chi phí vốn đầu tư.

### Khả năng tương tác
Một hệ thống dựa trên địa chỉ IP cũng chấp nhận sự thử nghiệm lượt xem truyền hình tương tác và cá nhân ở các thời điểm quan trọng. Ví dụ, các nhà cung cấp có thể bao gồm một hướng dẫn chương trình tương tác cho phép người xem tìm kiếm nội dung bằng tên phim hoặc tên diễn viên, hoặc chức năng tìm kiếm hình ảnh thông qua hình ảnh. Chức năng này cho phép người dùng có thể "channel surf" (chuyển kênh – cho phép người dùng quét các kênh truyền hình hoặc tần số radio khác nhau để tìm kênh phù hợp) mà không cần bỏ qua chương trình đang xem. Người xem có thể tìm thông tin của một vận động viên trong khi đang xem một môn thể thao, hoặc điều khiển góc độ của camera. Họ cũng có thể truy cập hình ảnh hoặc âm thanh từ máy tính trên ti vi, sử dụng điện thoại không dây để ghi âm lại chương trình yêu thích, thậm chí khi cha mẹ vắng nhà, họ vẫn có thể điều chỉnh để con cái xem những tài liệu cần thiết cho việc học.
Để có được sự tương tác giữa máy thu tín hiệu và máy phát tín hiệu chúng ta cần có một kênh thông tin cần thiết. Do đó, truyền hình số mặt đất, truyền hình số vệ tinh và các mạng lưới truyền hình cáp không cho phép tương tác khi không có những thông tin cần thiết. Tuy nhiên, để tương tác với hệ thống cần có mạng lưới truyền hình đồng bộ với các mạng dữ liệu như internet hay mạng thông tin di động.

### Video-on-demand (video theo yêu cầu)
Công nghệ IPTV chuyển video theo yêu cầu (VoD) đến kênh truyền hình, cho phép khách hàng có thể duyệt chương trình trực tuyến hoặc danh mục phim, xem trailer (đoạn quảng cáo phim mới) và sau đó chọn một video để xem. Các đoạn phát đã chọn lập tức được bắt đầu trên tivi hoặc máy tính.
Về mặt kỹ thuật, khi khách hàng chọn phim, kết nối đơn hướng từ một điểm phát đến một điểm thu được thiết lập giữa đầu thu kỹ thuật số của khách hàng (đầu thu kỹ thuật số hoặc máy tính) và máy chủ truyền thông tin trực tuyến. Các tín hiệu thực hiện chức năng tạm thời (tạm dừng, chuyển động chậm, tua tiến/tua lùi..) được đảm bảo bởi RTSP (Real Time Streaming Protocol – giao thức truyền tải với thời gian thực).
Các đuôi phổ biến nhất được sử dụng cho video theo yêu cầu là MPEG-2, MPEG-4 và VC-1.
Để tránh ăn cắp bản quyền, nội dung video theo yêu cầu thường được mã hóa. Trong khi việc mã hóa của truyền hình số về tinh và truyền hình cáp đã có từ lâu, việc mã hóa IPTV thể coi là quản lý bản quyền dạng số hóa. Ví dụ, một bộ phim được chọn, có thể được phát trong 24 giờ sau khi thanh toán, nhưng sau 24h đó bộ phim đó sẽ không tồn tại nữa.

### Các dịch vụ hội tụ dựa vào IPTV
Một ưu điểm khác của mạng lưới địa chỉ IP đó để tích hợp và hội tụ. Việc này được khuếch đại khi sử dụng các giải pháp dựa trên IMS. Dịch vụ hội tụ là sự tương tác của các dịch vụ hiện có để tạo ra các dịch vụ mới có giá trị hơn. Ví dụ như trên màn hình Caller ID, nhận Caller ID trên truyền hình và nó có khả năng xử lý (gửi đến hộp thư thoại...). Dịch vụ dựa trên IP sẽ hỗ trợ để cung cấp cho người dùng tiếp cận bất cứ khi nào, bất cứ nơi đâu các nội dung họ yêu cầu thông qua ti vi, máy tính hoặc điện thoại, và kết hợp chặt chẽ các dịch vụ và nội dung lại với nhau. Trong các doanh nghiệp và tổ chức, IPTV giúp loại bỏ sự cần thiết phải điều khiển song song một hệ thống để truyền tải hoặc lưu trữ các video.

## Hạn chế
IPTV rất dễ bị hư hỏng khi mất thông tin hoặc bị trì hoãn nếu dữ liệu truyền tải không đáng tin cậy. IPTV đòi hỏi tốc độ nhỏ nhất nhằm tạo điều kiện cho các số liệu đúng của hệ thống trong mỗi giây để có thể cung cấp hình động. Điều này có nghĩa nếu tốc độ kết nối băng thông rộng của khách hàng bị hạn chế thì IPTV có thể bị giảm chất lượng.
Mặc dù một số quốc gia có đường truyền tốc độ cao rất phổ biến, như Hàn Quốc với 6 triệu gia đình được hưởng lợi từ tốc độ kết nối tối thiểu là 100 Mbit/s, ở các nước khác (như Anh) chỉ là 3-5 Mbit/s khi truyền đến mỗi hộ gia đình, do vậy VOIP và truy cập Internet có thể không khả thi. Việc truyền tải đầu cuối IPTV thường hạn chế lưu lượng truyền tải bằng cách chỉ cho phép một số lượng kênh giới hạn,thường là một đến ba kênh sẽ được truyền tải.
Đường truyền IPTV thông qua kết nối không dây tại mỗi nhà đã cho thấy sự rắc rối. Không phải do giới hạn lưu lượng tải, mà do vấn đề về việc truyền tải trên nhiều kênh và phản xạ của tín hiệu RF mang theo các gói dữ liệu IP. Một đường truyền IPTV dễ bị hư hỏng với gói tin cùng thời điểm và cùng một lượt. Những cải tiến trong công nghệ không dây hiện nay bắt đầu cung cấp các thiết bị để giải quyết vấn đề.
Do những hạn chế của công nghệ không dây, hầu hết các nhà cung cấp dịch vụ IPTV hiện nay đều sử dụng công nghệ kết nối có dây thay vì sử dụng các công nghệ không dây như 802.11. các nhà cung cấp dịch vụ như AT&T (nhà mạng sử dụng mạng nhiều tuyến như một phần của dịch vụ IPTV) đã cho thấy sự ủng hộ đối với việc thực hiện theo hướng này bơi ITUT-T, đã được thông qua việc tiến cử G. Hn (còn được gọi là G.9960), là một thế hệ tiêu chuẩn tiếp theo của nhà mạng chỉ ra PHY/MAC có thể hoạt động trên bất kỳ hệ thống dây điện nào (đường điện, đường dây điện thoại hoặc cáp đồng trục).

### Thời gian trễ
Thời gian trễ hiển nhiên khi sử dụng truyền hình Internet đã trở thành lý do giải thích tại sao các truyền hình số vệ tinh không thể thành công khi sử dụng cho IPTV, nhưng trong thực tế việc chậm trễ không phải là yếu tố quan trọng. Một dịch vụ IPTV không yêu cầu thời gian truyền tải thời gian thực như các dịch vụ điện thoại, hay dịch vụ họp cầu truyền hình.
Thời gian trễ khi đáp ứng yêu cầu về thay đổi kênh, hiển thị một EPG... mà dịch vụ này ảnh hưởng hầu hết đến chất lượng cảm nhận của khách hàng, và các vấn đề ảnh hưởng đến truyền hình số vệ tinh IPTV không hơn so với truyền hình số mặt đất IPTV. Thời gian trễ khi điều khiển này là do các mạng lưới truyền hình số mặt đất IPTV không đủ băng thông truyền tải, xảy ra khi họ gia tăng số khách hàng. Vấn đề này sẽ được giải quyết bằng việc tăng băng thông của hệ thống truyền tải và phân phối truyền hình số.
Việc phân phối truyền hình số vệ tinh không bị trì hoãn - thời gian cho các tín hiệu đi đến các vệ tinh và quay trở lại cho người sử dụng là 0,25 giây, và không thể giảm hơn được nữa. Tuy nhiên, những tác động của việc trì hoãn này được giảm bớt trong các hệ thống thực tế sử dụng dữ liệu nén, TCP tăng tốc và HTTP prefetch.
Trì hoãn truyền hình số vệ tinh có thẻ gây bất lợi cho các chương trình giới hạn thời gian như chơi game trực tuyến (mặc dù nó chỉ gây ảnh hưởng đến những người thích chơi game bắn súng FPS trong khi nhiều MMOG có thể hoạt động tốt dựa trên Internet truyền hình số vệ tinh), nhưng IPTV thường là một đường truyền một chiều và độ việc trì hoãn không phải là yếu tố quan trọng để truyền tải video.
Hiện tại hệ thống truyền tải video của dạng này giống như dạng kỹ thuật số hóa đã được giới thiệu và ta biết đến như sự trì hoãn của chất lượng. Kênh truyền hình DVB hiện này được truyền đồng thời qua đài phát thanh và truyền hình bởi truyền hình số mặt đất và truyền hình số vệ tinh, và đều trì hoãn trong khoảng 0.25 giây, giữa hai dịch vụ này không có ảnh hưởng gì bất lợi và cũng không thu hút được sự chú ý của người xem.

## Băng thông yêu cầu

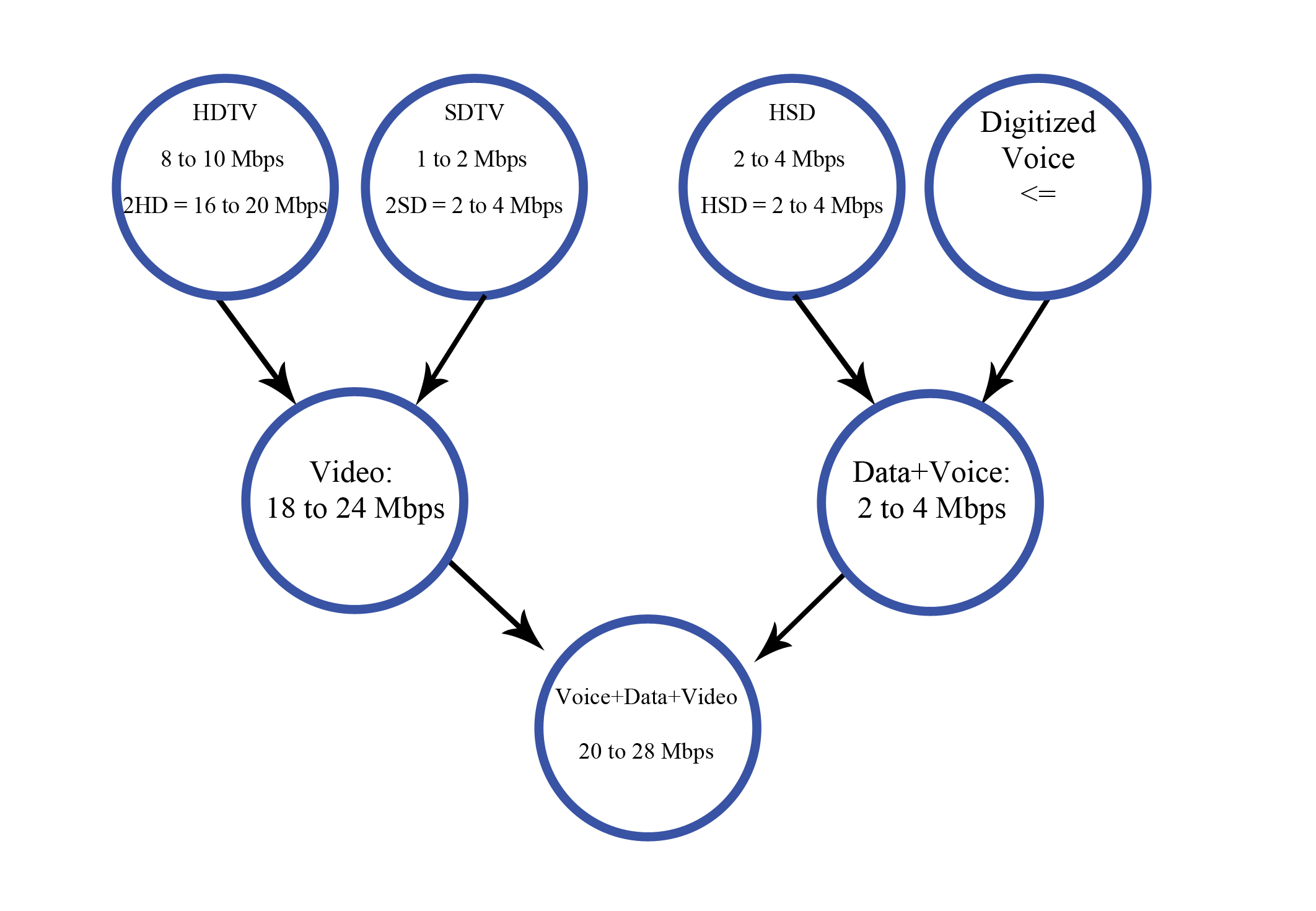
Dung lượng băng thông cho đồng thời hai kênh HDTV, hai kênh SD, thêm HSD và audio

Video kỹ thuật số là một sự kết hợp của chuỗi các hình ảnh kỹ thuật số, và chúng được tạo thành từ các điểm ảnh hoặc yếu tố hình ảnh. Mỗi điểm ảnh có hai yếu tố, đó là độ sáng và màu sắc. Độ sáng đại diện cho cường độ của các điểm ảnh, màu sắc đại diện cho màu sắc của các điểm ảnh. Cần 3 byte cho việc hiển thị màu sắc của hình ảnh chất lượng cao để có được hình ảnh chân thực. Mỗi chuỗi các hình ảnh tọa ra các video kỹ thuật số, trong trường hợp này, các hình ảnh được gọi là khung hình. Phim sử dụng 24 khung hình mỗi giây. Tuy nhiên, tỷ lệ khung hình có thể thay đổi theo phạm vi của hệ thống điện tử để đa dạng hơn, ví dụ ở Bắc Mỹ, đang sử dụng khoảng 30 khung hình mỗi giây. Mỗi video kỹ thuật số có hai kích thước là chiều rộng và chiều cao. Khi chuyển đến kênh truyền hình tương tự, kích thước cho SDTV là 720 x 480 pixel. Mặt khác, một số lượng HDTV yêu cầu 1920 x 1080 pixel. Ngoài ra, SDTV, cần 2 byte (16 bit) để tạo được độ sâu về màu sắc trong khi đó HDTV cần 3 byte (24 bit).
Qua đó, với tốc độ 30 khung hình/giây, tỷ lệ dữ liệu không nén cho SDTV là 30 x 640 x 480 x 16, nói cách khác là cần 147.456.000 bit mỗi giây. Hơn nữa cho HDTV, với tốc độ khung hình tương tự, tỷ lệ nén sẽ trở thành 30 x 1920 x 1080 x 24 hoặc 1492.992.000 bit mỗi giây. Với việc tính toán này, hiên nhiên không thể sử dụng phương pháp nén dữ liệu mà nhà cung cấp dịch vụ truyền cho những thuê bao bị hạn chế.
Không có câu trả lời tuyệt đối cho các dung lượng cho dịch vụ IPTV bởi vì dung lượng ngày càng tăng do các thiết bị gia đình. Như vậy, nội dung HDTV nén có thể được truyền với tốc độ dữ liệu giữa 8 và 10 Mbit/s, nhưng nếu người tiêu dùng được trang bị với một thiết bị đầu ra HDTV, tỷ lệ này sẽ được tăng lên.
Việc truyền dữ liệu tốc độ cao sẽ làm tăng dung lượng cần thiết cho người xem, ít nhất là cần có 2 Mbit/s để sử dụng các ứng dụng dựa trên website. Thêm vào đó, 64 kbit/s cần để sử dụng cho điện thoại cố định. Tối thiểu để nhận được dịch vụ hoạt động tăng gấp 3 lần của IPTV cần 13 Mbit/s để xử lý trong mỗi hộ gia đình.

## Quyền riêng tư
Do hạn chế về dung lượng, một kênh IPTV được truyền cho người sử dụng cùng lúc, ngược lại với việc truyền nhiều kênh. Để thay đổi một kênh cần có máy chủ kết nối cung cấp một đường truyền phát sóng khác nhau, giống như các VOD (đường truyền VOD được truyền nhờ vào việc sử dụng đường truyền đơn hướng). Điều này có thể cho phép nhà cung cấp dịch vụ giữ thông tin chính xác trong các chương trình được chiếu và thời gian chiếu cho mỗi người xem. Các đài truyền hình và các nhà quảng cáo sau đó có thể hiểu khán giả cần gì và từ đó có các chương trình hay hơn với các dữ liệu chính xác và nhắm vào mục tiêu quảng cáo của họ.
Cung với sự khác biệt giữa IPTV và truyền hình cáp, những dữ liệu chứa thông tin này có thể có một mối đe dọa đến quyền riêng tư của người dùng. Đối với đường truyền đa hướng IP, từ khi một nhóm đường truyền đa hướng (kênh truyền hình) cần được yêu cầu trước khi chiếu, cùng với việc áp dụng quyền riêng tư.

## Nhà cung cấp
Một số ít các công ty cung cấp hệ thống IPTV mới nhất hiện nay. Như Movistar Tv, được thành lập bởi các nhà điều hành truyền thông, để giảm thiểu chi phí bên ngoài, một số chiến thuật cũng được PCCW của Hồng Kông sử dụng. Một số nhà cung cấp truyền thông lớn cung đang hoạt động trong lĩnh vực này. Đáng chú ý là Alcatel-Lucent (thỉnh thoảng làm việc với Movistar TV), Ericsson (đặc biệt là từ khi mua Tandberg ti vi), NEC, Accenture (Accenture Video Solution), Thomson, Huawei, và ZTE cũng như một số nhà công nghệ thông tin, dẫn đầu là Microsoft, California-based UTStarcom... Tennessee – based Worley Consulting, Tokyo-based The New Media group, Malaysian –based Select –TV và Oslo/Norway-based SnapTV cũng cung đầu từ đầu đên cuối các thiết bị cho các dịch vụ IPTV và Hong Kong-based BNS Ltd cung cấp chìa khóa để mở cửa một công nghệ IPTV. Doanh số bán của hệ thống IPTV toàn cầu vượt 2 tỷ USD vào năm 2007.
Để làm hài lòng khách hàng IPTV đã hình thành nhiều hệ thống IPTV mức độ cao, mở rộng vào năm 2013 để cung cấp cho thị trường OTT ở New Zealand, Úc và khu vực châu Á Thái Bình Dương, mang lại một khả năng phát triển ở châu Âu và khả năng phát triển cho việc cung cấp nội dung của OTT.
Google Fiber cung cấp dịch vụ IPTV tại thành phố Kansas, MO và KS, bao gồm internet với tốc độ Gigabit và hơn 290 kênh thông qua mang cáp quang được xây dựng trong KCK và KCMO.
Nhiều nhà cung cấp IPTV đã tham gia sự kiện 2 năm 1 lần Global MSF Interoperability (GMI) 2008 được phối hợp bởi các diễn đàn MultiService Forum (MSF) tại năm địa điểm trên thế giới từ ngày 20 đến ngày 31 tháng 10 năm 2008. Nhà cung caaos thiết bị thử nghiệm bao gồm Codenomicon, Empirix, Ixia, Mu Dynamics và Spirent đã có trong danh sách một trong các công ty phát triển IPTV lớn nhất.
Tại Việt Nam, FPT Telecom, VNPT, Viettel là những đơn vị cung cấp hệ thống IPTV cho hàng triệu hộ gia đình Việt.

## Gói dịch vụ
Đối với các nhà sử dụng, IPTV thường được cung cấp cùng với video theo yêu cầu và có thể được đi kèm với các dịch vụ Internet như truy cập Internet và truy cập các dịch vụ truyền thông qua các giao thức của Internet bằng giọng nói. Các gói dịch vụ quảng cáo trên truyền hình của IPTV, VoIp và truy cập Internet đôi khi được yêu cầu trong dịch vụ ba trong một. Khi họ cung cấp với các dịch vụ nhỏ, các dịch vụ kết hợp có thể được gọi để phát tăng gấp 4 lần.

## Quy chế
Trong lịch sử, truyền hình phát sóng đã được quy định khác với viễn thông. Như IPTV cho phép ti vi và video theo yêu cầu được truyền qua mạng IP, phát sinh các vấn đề mới. Giáo sư Eli M. Noam đã đánh dấu trong báo cáo của mình "TV or Not TV: Three Screens, One Regulation?", một trong những thách thức quan trọng với quy định từng lĩnh vực cụ thể đang trở thành lỗi thời do sự phát triển trong lĩnh vực này.

## Tại Việt Nam
Ngày 11 tháng 12 năm 2007, Công ty cổ phần Viễn thông FPT (FPT Telecom) đã ra mắt dịch vụ IPTV đầu tiên tại Việt Nam, với tên gọi "iTV" (sau này là FPT Play). Đây được xem là bước đầu của việc bùng nổ thị trường IPTV tại Việt Nam, với những cái tên sau này: "MyTV" (2009), NextTV (ViettelTV - TV360).....
Hiện nay, IPTV đang phổ biến trong các thành phố lớn, thị xã, làng quê.... tại Việt Nam, bởi không chỉ có tính năng xem truyền hình, mà còn có dịch vụ xem lại, video, internet.... trọn gói với giá thành vừa phải.